# Romain Amalfitano
Romain Amalfitano (ur. 27 sierpnia 1989 w Nicei) – francuski piłkarz grający na pozycji środkowego pomocnika. Aktualnie występuje w Al-Faisaly Harmah.

## Kariera klubowa
Od 2006 szkolił się w szkółce piłkarskiej LB Châteauroux. Rozpoczął swoją karierę zawodową w Evian TG.
1 lipca 2012 roku  podpisał kontrakt z Newcastle United.
| Sezon   | Klub             | Kraj             | Rozgrywki           | Mecze | Bramki | Rozgrywki Europy | Mecze | Bramki |
| ------- | ---------------- | ---------------- | ------------------- | ----- | ------ | ---------------- | ----- | ------ |
| 2009/10 | Evian TG         | Francja          | National            | 21    | 3      | -                | -     | -      |
| 2010/11 | Stade de Reims   | Francja          | Ligue 2             | 32    | 3      | -                | -     | -      |
| 2011/12 | Stade de Reims   | Francja          | Ligue 2             | 26    | 3      | -                | -     | -      |
| 2012/13 | Newcastle United | Anglia           | Premier League      | 0     | 0      | Liga Europy UEFA | 5     | 0      |
| 2013/14 | Newcastle United | Anglia           | Premier League      | 0     | 0      | -                | -     | -      |
| 2013/14 | Dijon FCO (wyp.) | Francja          | Ligue 2             | 24    | 2      | -                | -     | -      |
| 2014/15 | Dijon FCO        | Francja          | Ligue 2             | 28    | 0      | -                | -     | -      |
| 2015/16 | Dijon FCO        | Francja          | Ligue 2             | 35    | 3      | -                | -     | -      |
| 2016/17 | Dijon FCO        | Francja          | Ligue 1             | 27    | 0      | -                | -     | -      |
| 2017/18 | Dijon FCO        | Francja          | Ligue 1             | 33    | 0      | -                | -     | -      |
| 2018/19 | Dijon FCO        | Francja          | Ligue 1             | 38    | 0      | -                | -     | -      |
| 2019/20 | Dijon FCO        | Francja          | Ligue 1             | 26    | 1      | -                | -     | -      |
| 2020/21 | Dijon FCO        | Francja          | Ligue 1             | 2     | 0      | -                | -     | -      |
| 2020/21 | Al-Faisaly       | Arabia Saudyjska | Professional League | 0     | 0      | -                | -     | -      |

Stan na: 3 listopada 2020 r.

## Życie prywatne
Jego brat, Morgan i jego ojciec Roger, również jest piłkarzem.